# حمام علی خان اشکنان
حمام علی خان اشکنان مربوط به دوره قاجار است و در شهرستان لامرد، اشکنان، داخل شهر واقع شده و این اثر در تاریخ ۲۵ اسفند ۱۳۷۹ با شمارهٔ ثبت ۳۴۴۲ به‌عنوان یکی از آثار ملی ایران به ثبت رسیده است.